# Buyao

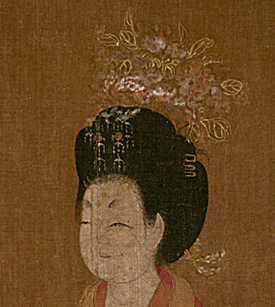
Dame de la dynastie Tang portant un buyao-couronne

Un buyao (chinois simplifié : 步摇 ; chinois traditionnel : 步搖 ; pinyin : bùyáo ; lit. " secouer en marchant ") est un type d'ornement de cheveux traditionnel des femmes chinoises. Il s'agit d'une sorte d'épingle à cheveux chinoise dont le bijou pend lorsque la personne qui le porte marche, d'où son nom qui signifie littéralement " secouer en marchant " L'utilisation du buyao dénote un statut noble. Le buyao apparaît dès la dynastie Han, et, après elle, le buyao se diffusa dans la société et transmis de génération en génération. Certaines femmes nobles mettent également des buyaos sur leurs diadèmes, ce qui rend leur décoration capillaire plus luxueuse qu'un simple buyao. Les matériaux couramment utilisés pour les fabriquer sont l'or, le jade et les perles.

## Histoire
Le port du buyao était à la mode durant les dynasties Han, Wei, Jin, Sud et du Nord.
Durant ces périodes, il existait deux types de buyaos : celui en fleur et le buyao couronne (步摇冠 ; Bùyáoguān). Le buyao-fleur était plus répandu dans la Plaine centrale et dans les dynasties du Sud et n'était portée que par les femmes, tandis que le buyao-couronne était porté par les hommes et les femmes dans les régions de Yan et de Dai, où résidaient les anciens Xianbei. Ces deux formes de buyaos ont été influencées par la culture de la couronne en or des tribus nomades qui vivaient dans les plaines d'Asie centrale. Cependant, les différences culturelles entre les plaines centrales et les régions Yan-Dai ont contribué à la différence de formes, de mode de port, de préférences esthétiques et de signification de la culture historique, etc.

### Dynastie Han

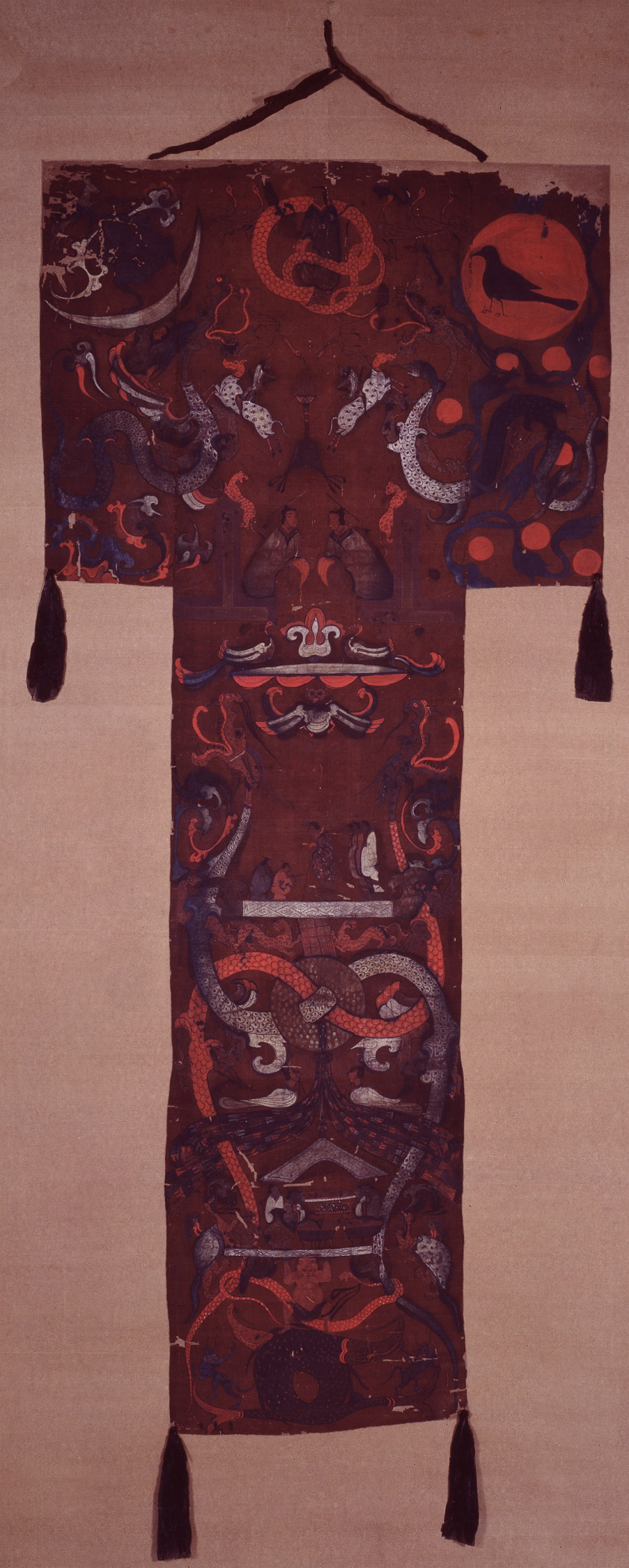
Bannière en soie de la tombe Mawangdui : on y distingue le ciel (partie supérieure), le royaume des hommes (partie centrale) et le monde souterrain (partie inférieure).

Pendant la période des Han occidentaux, des buyaos ont été conçus en adoptant le style des accessoires de la région occidentale, et ils devinrent ensuite populaires. La plus ancienne représentation de buyao à ce jour se trouve sur la bannière funéraire de la tombe de Mawangdui qui montre Xin Zhui portant un buyao : elle fut peinte sous la dynastie des Han occidentaux.
Dans les textes chinois anciens, le buyao est largement défini en termes de structure. Par exemple, selon le Shiming (en), dans la section Shi toushi (釋頭飾), il est écrit que : « Le sommet d'un buyao a des perles suspendues, et quand on fait un pas, elles se balancent (步搖，上有垂珠，步則搖 也) ».
Le Livre des Han mentionne le bùyáoguān porté par un fonctionnaire dans le Jiang Chong zhuan (江充傳 ; lit. : Biographie de Jiang Chong) : « Chong portait une robe diaphane en gaze, dont les pans courbes superposés pendaient dans son dos. Il portait sur la tête un couvre-chef transparent et un chapeau buyao [également appelé couronne buyao], ainsi que des glands en plumes volantes (充衣紗縠襌衣, 曲裾後垂交輸，冠禪纚步搖冠，飛翮之纓) ».
À cette époque, le buyao n'était pas seulement porté par les Han, mais aussi par les femmes wuhuan qui se laissaient pousser les cheveux, les divisaient en chignons et les décoraient d'épingles à cheveux et de buyaos. Le buyao était également porté par les impératrices de la dynastie Han ; selon le Yufu zhi (輿服誌) du Livre des Han postérieurs) : « Lorsque les impératrices s'habillaient pour visiter le sanctuaire ancestral, elles portaient du violet foncé en haut et du noir en bas, du ver à soie, et du noir verdâtre en haut et du blanc pur en bas. La tenue vestimentaire était entièrement sombre, et des rubans de soie étaient utilisés pour cacher les bords du col et des manches. [Elles portaient] de faux chignons, des buyaos, des épingles à cheveux et des ornements d'oreille. Leurs buyaos étaient en or pour la pièce frontale en forme de montagne, et des perles blanches étaient enfilées sur les branches de casse entrelacées. [Elles portaient un moineau et neuf fleurs, ainsi que les six animaux : l'ours, le tigre, l'ours rouge, le cerf céleste, le pixiu et la grande vache de Nanshan (皇后謁廟服，紺上皁下，蠶，青上縹下，皆深衣制，隱領袖緣以絛。首飾有假結、步搖、簪、珥。步搖以黃金為山題，貫白珠為桂枝相繆，一爵九華，熊、虎、赤羆、天鹿、避邪、南山豐大特六獸) ».
À l'époque de la dynastie Han orientale, le buyao fut introduit au Japon.

## Dynasties Wei, Jin, du Nord et du Sud

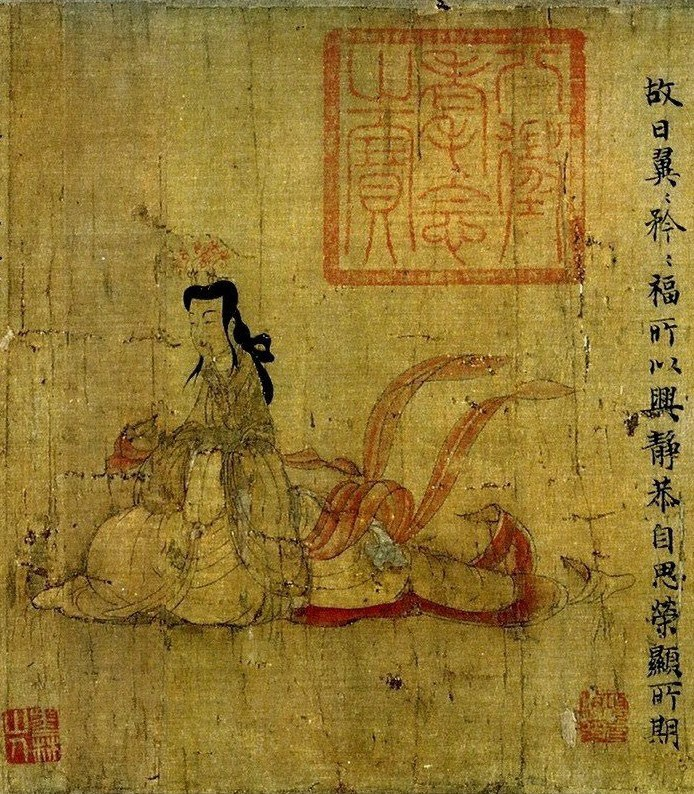
Femme avec un buyao. ' de Gu Kaizhi.

Selon le Yufu zhi (輿服誌) du Livre des Jin, pendant la dynastie Jin, des dames du palais des Han occidentaux, portaient des buyaos dans leurs cheveux comme ornements capillaires. Le Buyao est représenté dans le Rouleau de consignes (en) attribué à Gu Kaizhi sous la forme d'une paire de zans (簪), un type d'épingle à cheveux chinoise, décorée de délicats ornements en forme d'oiseaux et posée sur de délicates branches qui s'étendent comme des fleurs épanouies et lorsque le porteur marche, les fines branches bougent légèrement, faisant trembler les ornements ou les perles de l'épingle à cheveux. Les buyaos portés par les dames de la cour dans le Rouleau de consignes pourraient être des variantes ou des variantes de rang inférieur de ceux portés par les impératrices.
Les buyaos en or semblent être des ornements de tête représentatifs de la première culture d'élite des Murong Xianbei. Les Murong, de la même manière que le peuple de Buyeo, portaient des ornements en or qui avaient des feuilles pendantes appelées buyao guan (步摇冠 ; : Bùyáoguān ; lit. : couronne de buyao) ; ils ressemblaient à des ornements de tête en forme de feuilles d'or et d'arbres et étaient portés par les hommes et les femmes ; ils étaient cependant différents des buyaos chinois qui étaient uniquement portés par les femmes.
Selon le Murong Hui zaiji (慕容廆載記 ; lit. :Chroniques de Murong Hui) du Livre des Jin, Mo Huba (莫护跋), le chef des Murong Xianbei, a introduit les ornements buyaos auprès de son peuple en les copiant des Chinois. À l'origine, le clan Murong vivait dans la péninsule du Liaodong, mais pendant la dynastie Cao Wei, il a migré vers les régions du Liaoxi (en). Lorsque Mo Huba a vu les habitants de Yan et de Dai porter le buyao guan, il a ordonné à tout son peuple de s'attacher les cheveux et de le porter. Le buyao guan a largement disparu lorsque les Tuoba Xianbei ont conquis la Chine du Nord.

## Dynastie Tang
Sous la dynastie Tang, les impératrices préféraient les buyaos dorés, décorés de fleurs et d'oiseaux. Les impératrices de la dynastie Tang attachaient leur buyao à leur perruque de cérémonie. Les buyaos étaient également portés par les femmes de la classe supérieure de la dynastie Tang.

## Galerie

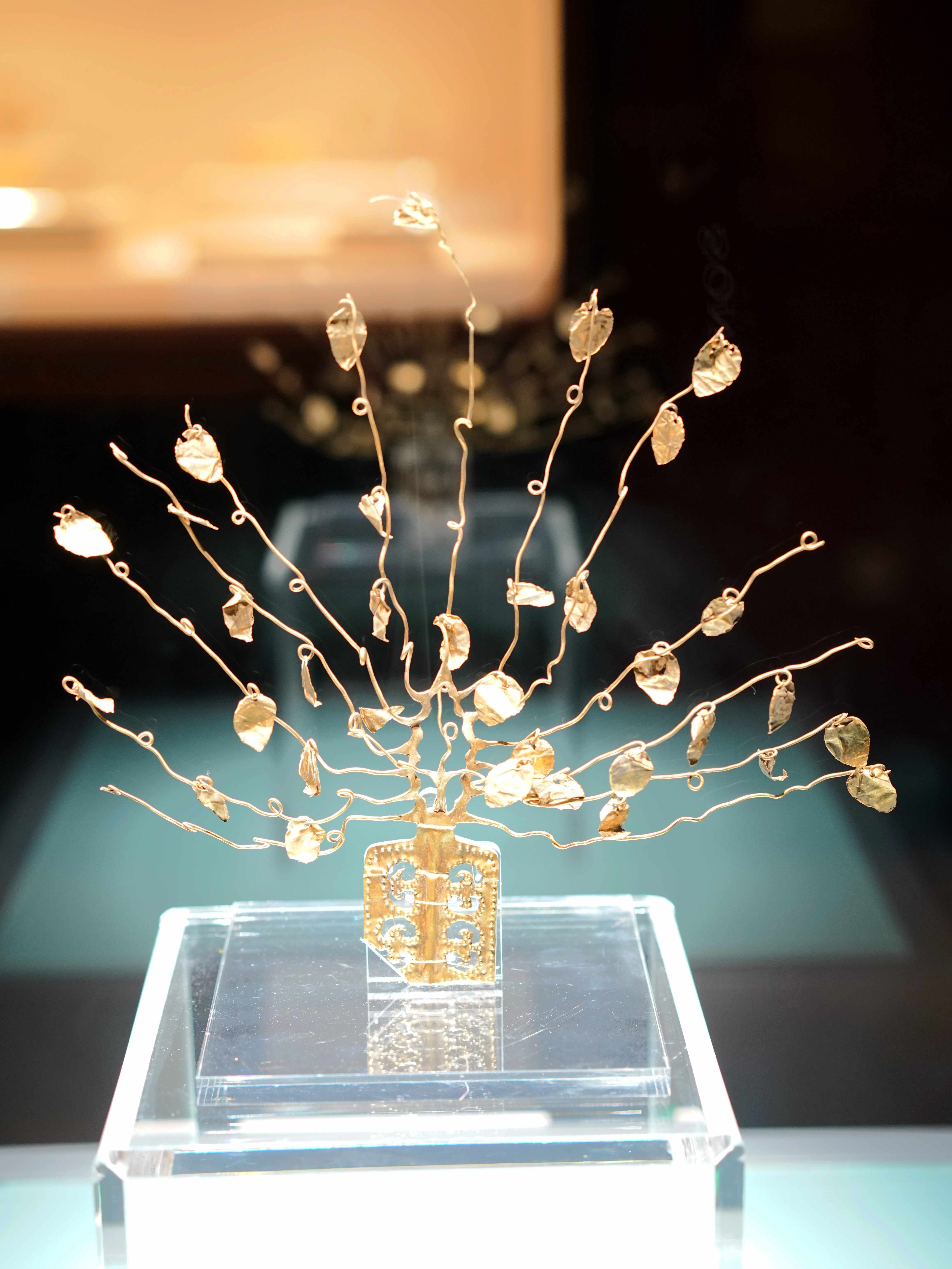
Couronne buyao or scintillante en forme d'arbre (buyao guan), dynastie Jin